# Bowling Green Assembly
Bowling Green Assembly Plant is een autoassemblagefabriek van het Amerikaanse concern General Motors in Bowling Green in de Amerikaanse staat Kentucky. De fabriek bouwt de sportwagens Chevrolet Corvette en Cadillac XLR. In de fabriek worden regelmatig rondleidingen georganiseerd die gezien de gemaakte producten behoorlijk populair zijn. Bij Bowling Green Assembly worden de auto's niet in massa geproduceerd maar voor elke klant op maat gebouwd. Ook worden de auto's er enkel geassembleerd. Er worden geen onderdelen geproduceerd. Die komen van 387 toeleveranciers die 1376 onderdelen leveren.

## Geschiedenis
In de fabriek werden oorspronkelijk airconditioningtoestellen gemaakt door Chrysler. De fabriek werd later opgekocht door General Motors die er een autofabriek van maakte waarbij de oppervlakte verdubbelde. Die verbouwing nam ongeveer veertien maanden in beslag. Op 1 juni 1981 verhuisde de productie van de Chevrolet Corvette van de fabriek in St. Louis naar Bowling Green. Ook de meeste van de 900 arbeiders verhuisden mee. Op 2 juli 1992 kwam de miljoenste Corvette in Bowling Green van de lopende band. Toen de Corvette C4 in 1996 werd stopgezet werd de fabriek opnieuw leeggehaald en heringericht voor de Corvette C5 die in 1997 geïntroduceerd werd. In september 2003 werd ook de nieuwe Cadillac XLR bij Bowling Green in productie genomen. Nog dat jaar werd de vijftigste verjaardag van de Corvette, die in 1953 gelanceerd werd, gevierd. In 2005 kwam de nieuwe Corvette C6 in productie en in 2006 verscheen hiervan de sportversie, de Corvette Z06. Nog in 2006 vierde de fabriek dat de Corvette er 25 jaar gebouwd werd.

## Gebouwde modellen
| Afbeelding | Model              | Periode                   |
| ---------- | ------------------ | ------------------------- |
|            | Chevrolet Corvette | 1 juni 1981 - heden       |
|            | Cadillac XLR       | juni 2003 - 30 april 2009 |